# مرقئة طبية
مرقئة مخزنية أو بلان مخزني (الاسم العلمي: Sanguisorba officinalis) هي نوع من النباتات يتبع جنس المرقئة من الفصيلة الوردية.